# Barville (Orne)
Barville és un municipi francès situat al departament de l'Orne i a la regió de Normandia. L'any 2007 tenia 193 habitants.

## Demografia

### Població
El 2007 la població de fet de Barville era de 193 persones. Hi havia 74 famílies de les quals 20 eren unipersonals (8 homes vivint sols i 12 dones vivint soles), 27 parelles sense fills, 23 parelles amb fills i 4 famílies monoparentals amb fills.
La població ha evolucionat segons el següent gràfic:
Habitants censats

### Habitatges
El 2007 hi havia 113 habitatges, 78 eren l'habitatge principal de la família, 27 eren segones residències i 8 estaven desocupats. Tots els 113 habitatges eren cases. Dels 78 habitatges principals, 66 estaven ocupats pels seus propietaris i 12 estaven llogats i ocupats pels llogaters; 8 tenien dues cambres, 12 en tenien tres, 20 en tenien quatre i 38 en tenien cinc o més. 55 habitatges disposaven pel capbaix d'una plaça de pàrquing. A 38 habitatges hi havia un automòbil i a 34 n'hi havia dos o més.

### Piràmide de població
La piràmide de població per edats i sexe el 2009 era:
| Homes | Edats   | Dones |
| ----- | ------- | ----- |
| 0     | 95 o +  | 0     |
| 0     | 90 a 94 | 0     |
| 0     | 85 a 89 | 4     |
| 0     | 80 a 84 | 4     |
| 8     | 75 a 79 | 4     |
| 4     | 70 a 74 | 8     |
| 8     | 65 a 69 | 8     |
| 0     | 60 a 64 | 4     |
| 0     | 55 a 59 | 4     |
| 0     | 50 a 54 | 4     |
| 0     | 45 a 49 | 0     |
| 4     | 40 a 44 | 8     |
| 8     | 35 a 39 | 0     |
| 8     | 30 a 34 | 8     |
| 4     | 25 a 29 | 4     |
| 0     | 20 a 24 | 0     |
| 0     | 15 a 19 | 0     |
| 0     | 10 a 14 | 4     |
| 4     | 5 a 9   | 4     |
| 8     | 0 a 4   | 4     |

## Economia
El 2007 la població en edat de treballar era de 111 persones, 85 eren actives i 26 eren inactives. De les 85 persones actives 82 estaven ocupades (41 homes i 41 dones) i 3 estaven aturades (1 home i 2 dones). De les 26 persones inactives 12 estaven jubilades, 11 estaven estudiant i 3 estaven classificades com a «altres inactius».

### Ingressos
El 2009 a Barville hi havia 84 unitats fiscals que integraven 213 persones, la mediana anual d'ingressos fiscals per persona era de 15.745 €.

### Activitats econòmiques
Dels 7 establiments que hi havia el 2007, 3 eren d'empreses de construcció, 1 d'una empresa de comerç i reparació d'automòbils, 1 d'una empresa de transport, 1 d'una empresa d'informació i comunicació i 1 d'una empresa de serveis.
Dels 4 establiments de servei als particulars que hi havia el 2009, 3 eren paletes i 1 lampisteria.
L'any 2000 a Barville hi havia 14 explotacions agrícoles que ocupaven un total de 812 hectàrees.

## Poblacions més properes
El següent diagrama mostra les poblacions més properes.